# تسنا (موکشا)
تسنا (انگلیسی: Tsna) یک رودخانه در استان ریازان کشور روسیه است.